# The Hermetic Organ Vol. 3: St. Paul's Hall, Huddersfield
The Hermetic Organ Vol. 3: St. Paul's Hall, Huddersfield est le troisième volume de The Hermetic Organ, une série qui témoigne des concerts d'improvisation que John Zorn a donnés depuis 2011 à l'orgue solo. Ce volume a été enregistré au Huddersfield Contemporary Music Festival (Grande-Bretagne) en 2013.

## Titres
| No | Titre                      | Durée |
| -- | -------------------------- | ----- |
| 1. | The Fall of Satan          | 14:37 |
| 2. | Spectral Angels            | 10:06 |
| 3. | The Revelation of St. John | 13:02 |

## Personnel
- John Zorn - orgue